# Xeno Müller
Xeno Müller (Zurigo, 7 agosto 1972) è un ex canottiere svizzero.

## Inizio carriera
Le prime gare a livello internazionale a cui partecipò Xeno Müller furono quelle dei Campionati del Mondo Junior nel 1990, dove vinse la medaglia di bronzo nel singolo.
Le sue prime competizioni a livello senior ebbero luogo un anno dopo, nel 1991, ai Campionati del Mondo dove si piazzò all'undicesimo posto sempre con il singolo. Nel 1992 alle Olimpiadi di Barcellona non riuscì ad entrare nella finale per le medaglie poiché in semifinale si piazzò al quarto posto e decise di non partecipare alla finalina di consolazione per non rischiare di aggravare dei piccoli infortuni fisici.
Dal 1993 si trasferì negli Stati Uniti per studiare alla Brown University dove venne formato un otto che non subì sconfitte durante tutta la stagione. Tuttavia, a seguito del deludente andamento del doppio ai Campionati del Mondo del 1993, Müller decise di concentrarsi solamente sul singolo.

## Prime vittorie
Nel 1994 Müller fu il primo atleta a scendere sotto il tempo di 6 minuti e 40 secondi nel singolo alla gara di Coppa del Mondo a Parigi con il tempo di 6,38. Müller vinse anche la Coppa del Mondo FISA e la Diamond Sculls all'Henley Royal Regatta ma fu sconfitto ai Campionati del Mondo dal tedesco André Willms.
Dopo aver trascorso due anni alla Brown decide di trasferirsi in California a Newport (dove incontrerà anche la futura moglie) poiché il clima californiano è più adatto al carico di allenamenti annuale.

## Pieno della carriera
Nel 1996 finalmente vinse la medaglia d'oro nel singolo alle Olimpiadi di Atlanta con un grande finale di gara dove sconfisse Derek Porter e il suo idolo d'infanzia, Thomas Lange. Dopo questa vittoria prese un anno di stop dal canottaggio.
Nel 1998 riprese la carriera e sconfisse Rob Waddell in due gare di Coppa del Mondo. Ai Campionati del Mondo però Waddell inflisse un duro distacco a Müller che si dovette accontentare del secondo posto. Nell'anno successivo Müller non riuscì a battere Waddell in nessuna competizione e si classificò secondo sia ai Campionati del Mondo che nella classifica di Coppa del Mondo.
Nelle gare di preparazione di Vienna alle Olimpiadi di Sidney del 2000 Müller sconfisse finalmente Waddell, dopo quattro secondi posti consecutivi. Müller però non si interessò alle gare di Coppa del Mondo e lasciò la vittoria della Coppa a Waddell.
Alle Olimpiadi di Sidney nel 2000, dopo aver passato senza problemi tutti i turni eliminatori, si trovarono in finale i due rivali a cui si aggiunsero l'argento olimpico Derek Porter e la stella nascente Marcel Hacker. La finale fu molto combattuta e soltanto poco più di due secondi divisero il primo posto andato a Waddell dal quarto andato a Porter, mentre Müller si piazzò al secondo posto, e Hacker al terzo .

## Fine carriera
Dopo aver vissuto dal 1992 negli Stati Uniti Müller ottenne la cittadinanza statunitense nei primi mesi del 2004. Nello stesso anno, mentre si accingeva a partecipare alle Olimpiadi di Atene , dopo aver passato tutti i turni qualificatori negli Stati Uniti, cambiò idea e decise di ritirarsi dalle competizioni visto che gli americani erano possibili obbiettivi terroristici e non voleva rischiare la vita lontano da sua moglie e dai suoi figli.

## Risultati ottenuti

### Giochi Olimpici
- Barcellona 1992: Dodicesimo posto singolo.
- Atlanta 1996: Medaglia d'oro singolo.
- Sydney 2000: Medaglia d'argento singolo.

### Campionati del Mondo
- 1991: Undicesimo posto singolo.
- 1993: Ottavo posto doppio.
- 1994: Medaglia d'argento doppio.
- 1995: Sesto posto singolo.
- 1998: Medaglia d'argento singolo.
- 1999: Medaglia d'argento singolo.
- 2001: Quinto posto singolo.

### Campionati del Mondo Giovanili
- 1990: Medaglia di bronzo singolo.

### Gare collegiali Americane
- 1992: Medaglia d'oro otto (Università Brown) Intercollegiate Rowing Association Championship.
- 1992: Medaglia d'oro otto (Università Brown) Eastern Sprints.
- 1993: Medaglia d'oro otto (Università Brown) National Collegiate Rowing Championship.
- 1993: Medaglia d'oro otto (Università Brown) Intercollegiate Rowing Association Championship.
- 1993: Medaglia d'oro otto (Università Brown) Eastern Sprints.

### Henley Royal Regatta
- 1993: Medaglia d'oro otto (Brown University).
- 1994: Medaglia d'oro singolo Diamond Challenge.